# Lista de deputados estaduais do Paraná da 18.ª legislatura
Esta é a lista de deputados estaduais do Paraná para a legislatura 2015–2019. Nas eleições estaduais, foram eleitos 54 deputados estaduais.

## Composição das bancadas
| Partido | Líder                      | Bancada | Posição  |
| ------- | -------------------------- | ------- | -------- |
| PSC     | Ratinho Junior             | 12 / 54 | Governo  |
| PMDB    | Alexandre Curi             | 8 / 54  | Oposição |
| PSDB    | Francisco Bührer           | 7 / 54  | Governo  |
| DEM     | Pedro Lupion               | 4 / 54  | Governo  |
| PDT     | Nelson Luersen             | 4 / 54  | Oposição |
| PSD     | Ney Leprevost              | 3 / 54  | Governo  |
| PT      | Péricles Holleben de Mello | 3 / 54  | Oposição |
| PSB     | Gilberto Ribeiro           | 2 / 54  | Governo  |
| PP      | Maria Victoria Barros      | 2 / 54  | Governo  |
| PPS     | Douglas Fabrício           | 2 / 54  | Governo  |
| PMN     | Dr. Batista                | 1 / 54  | Governo  |
| PRB     | Pastor Edson Praczyk       | 1 / 54  | Oposição |
| PSL     | Adelino Ribeiro            | 1 / 54  | Governo  |
| SD      | Felipe Francischini        | 1 / 54  | Governo  |
| PTB     | Tião Medeiros              | 1 / 54  | Governo  |
| PPL     | Marcio Pacheco             | 1 / 54  | Oposição |
| PV      | Rasca Rodrigues            | 1 / 54  | Oposição |

## Deputados Estaduais
| Número | Deputados estaduais eleitos | Partido | Votação | Percentual | Cidade onde nasceu     | Unidade federativa |
| 20123  | Ratinho Junior              | PSC     | 300.928 | 5,22%      | Jandaia do Sul         | Paraná             |
| 15128  | Alexandre Curi              | PMDB    | 114.797 | 1,99%      | Curitiba               | Paraná             |
| 40123  | Tiago Amaral                | PSB     | 86.390  | 1,50%      | Londrina               | Paraná             |
| 15015  | Artagão Junior              | PMDB    | 78.594  | 1,36%      | Ponta Grossa           | Paraná             |
| 40590  | Gilberto Ribeiro            | PSB     | 76.110  | 1,32%      | Lages                  | Santa Catarina     |
| 55669  | Ney Leprevost               | PSD     | 71.470  | 1,24%      | Curitiba               | Paraná             |
| 45789  | Ademar Traiano              | PSDB    | 69.740  | 1,21%      | Francisco Beltrão      | Paraná             |
| 20181  | Leonaldo Paranhos           | PSC     | 69.684  | 1,21%      | Paraíso do Norte       | Paraná             |
| 45456  | Evandro Junior              | PSDB    | 64.467  | 1,12%      | Curitiba               | Paraná             |
| 25110  | Plauto Miró                 | DEM     | 63.959  | 1,11%      | Ponta Grossa           | Paraná             |
| 25055  | Pedro Lupion                | DEM     | 63.580  | 1,10%      | Curitiba               | Paraná             |
| 12000  | Marcio Pauliki              | PDT     | 62.762  | 1,09%      | Ponta Grossa           | Paraná             |
| 33014  | Dr. Manoel Batista          | PMN     | 62.707  | 1,09%      | Pompéia                | São Paulo          |
| 11223  | José Carlos Schiavinato     | PP      | 61.507  | 1,07%      | Iguaraçu               | Paraná             |
| 45160  | Paulo Litro                 | PSDB    | 60.918  | 1,06%      | Pato Branco            | Paraná             |
| 15678  | Luiz Claudio Romanelli      | PMDB    | 60.298  | 1,05%      | Londrina               | Paraná             |
| 45745  | Bernardo Ribas Carli        | PSDB    | 55.481  | 0,96%      | Guarapuava             | Paraná             |
| 25155  | Elio Rusch                  | DEM     | 54.993  | 0,95%      | Crissiumal             | Rio Grande do Sul  |
| 23600  | Douglas Fabrício            | PPS     | 54.518  | 0,95%      | Roncador               | Paraná             |
| 55655  | Chico Brasileiro            | PSD     | 50.930  | 0,88%      | Piancó                 | Paraíba            |
| 45680  | Francisco Bührer            | PSDB    | 50.757  | 0,88%      | Tijucas do Sul         | Paraná             |
| 15151  | Requião Filho               | PMDB    | 50.167  | 0,87%      | Curitiba               | Paraná             |
| 45655  | Mauro Moraes                | PSDB    | 49.925  | 0,87%      | Tomazina               | Paraná             |
| 15190  | Anibelli Neto               | PMDB    | 49.349  | 0,86%      | Curitiba               | Paraná             |
| 15178  | Nereu Moura                 | PMDB    | 48.735  | 0,85%      | São João               | Paraná             |
| 10123  | Pastor Edson Praczyk        | PRB     | 47.797  | 0,83%      | São Paulo              | São Paulo          |
| 23043  | Tercílio Turini             | PPS     | 47.023  | 0,82%      | Jaú                    | São Paulo          |
| 15115  | Ademir Bier                 | PMDB    | 45.699  | 0,79%      | Erechim                | Rio Grande do Sul  |
| 20222  | Guto Silva                  | PSC     | 45.313  | 0,79%      | Maringá                | Paraná             |
| 20250  | Marcio Nunes                | PSC     | 45.105  | 0,78%      | Campo Mourão           | Paraná             |
| 11511  | Maria Victoria Barros       | PP      | 44.870  | 0,78%      | Maringá                | Paraná             |
| 45123  | Cantora Mara Lima           | PSDB    | 43.549  | 0,76%      | Francisco Beltrão      | Paraná             |
| 25111  | Nelson Justus               | DEM     | 43.446  | 0,75%      | Curitiba               | Paraná             |
| 17800  | Adelino Ribeiro             | PSL     | 42.924  | 0,75%      | Goioerê                | Paraná             |
| 13013  | Professor Lemos             | PT      | 42.374  | 0,74%      | Barra de São Francisco | Espírito Santo     |
| 13131  | Tadeu Veneri                | PT      | 42.206  | 0,73%      | União da Vitória       | Paraná             |
| 13115  | Péricles de Mello           | PT      | 40.966  | 0,71%      | Ponta Grossa           | Paraná             |
| 55550  | Luiz Carlos Martins         | PSD     | 40.368  | 0,70%      | Bilac                  | São Paulo          |
| 15250  | Jonas Guimarães             | PMDB    | 40.139  | 0,70%      | Lavínia                | São Paulo          |
| 20888  | Cláudio Palozi              | PSC     | 39.364  | 0,68%      | Mandaguaçu             | Paraná             |
| 12680  | Nelson Luersen              | PDT     | 37.316  | 0,65%      | Capinzal               | Santa Catarina     |
| 12612  | André Bueno                 | PDT     | 36.506  | 0,63%      | Cascavel               | Paraná             |
| 12012  | Fernando Scanavaca          | PDT     | 35.905  | 0,62%      | Oriente                | São Paulo          |
| 77777  | Felipe Francischini         | SD      | 35.842  | 0,62%      | Curitiba               | Paraná             |
| 20044  | Gilson de Souza             | PSC     | 34.470  | 0,60%      | Curitiba               | Paraná             |
| 14789  | Tião Medeiros               | PTB     | 31.875  | 0,55%      | Paranavaí              | Paraná             |
| 20111  | Claudia Pereira             | PSC     | 29.379  | 0,51%      | Ilha Solteira          | São Paulo          |
| 20410  | Cobra Repórter              | PSC     | 29.097  | 0,51%      | Apucarana              | Paraná             |
| 20088  | Hussein Bakri               | PSC     | 26.682  | 0,46%      | União da Vitória       | Paraná             |
| 20012  | Wilmar Reichembach          | PSC     | 25.452  | 0,44%      | Francisco Beltrão      | Paraná             |
| 54100  | Marcio Pacheco              | PPL     | 24.855  | 0,43%      | Boa Esperança          | Paraná             |
| 20120  | Alexandre Guimarães         | PSC     | 24.357  | 0,42%      | Campo Largo            | Paraná             |
| 43123  | Rasca Rodrigues             | PV      | 23.815  | 0,41%      | Mandaguari             | Paraná             |
| 20777  | Missionário Ricardo Arruda  | PSC     | 23.592  | 0,41%      | São Paulo              | São Paulo          |